# En vampyrs bekendelser
 Denne artikel omhandler bogen En Vampyrs Bekendelser. Opslagsordet har også en anden betydning, se En Vampyrs Bekendelser (film).
En vampyrs bekendelser er en gyserroman af Anne Rice fra 1976.
Den udgør første bog i Anne Rices vampyrkrønike og udkom i dansk oversættelse i 1991.
Bogen handler om vampyren Louis, der opsøger en journalist og fortæller om sit liv, og om hvordan han som ung blev skabt af vampyren Lestat. Derpå følger en dramatisk og sensuel fortælling om, hvordan de to kom ud af det sammen, og den ender med at fremstille Lestat som skurk.
Der er lavet en film af samme navn med blandt andre Tom Cruise, Brad Pitt og Kirsten Dunst i hovedrollerne.
| Bog | Spire Denne artikel om bøger og tidsskrifter er en spire som bør udbygges. Du er velkommen til at hjælpe Wikipedia ved at udvide den. |